# Rok Gostiša
Rok Gostiša (* 1993) ist ein professioneller slowenischer Pokerspieler. Er gewann 2021 als erster Slowene das Main Event der World Poker Tour.

## Pokerkarriere
Gostiša spielt auf der Onlinepoker-Plattform PokerStars unter dem Nickname Sh4rK309 und tritt bei 888poker als roky1993 auf.
Seine erste Geldplatzierung bei einem Live-Pokerturnier erzielte der Slowene im Januar 2015 in Seefeld in Tirol bei einem Event der Variante No Limit Hold’em. Anfang Juli 2015 war er erstmals bei der World Series of Poker im Rio All-Suite Hotel and Casino in Paradise am Las Vegas Strip erfolgreich und kam beim Main Event in die Geldränge. Bei einem Turnier des Five Diamond World Poker Classic im Hotel Bellagio am Las Vegas Strip gewann Gostiša Ende November 2017 sein erstes Live-Turnier und sicherte sich rund 40.000 US-Dollar. Mitte September 2021 entschied er das online auf partypoker ausgespielte Main Event der World Poker Tour für sich und erhielt den Hauptpreis von knapp 960.000 US-Dollar. Im November 2021 gewann der Slowene im Aria Resort & Casino am Las Vegas Strip das Aria High Roller mit einer Siegprämie von knapp 150.000 US-Dollar. Im Hotel Bellagio setzte er sich Mitte Dezember 2021 bei einem Turnier der PokerGO Tour durch, der mit 283.500 US-Dollar dotiert war. Im selben Monat entschied er im Aria die PokerGO Tour Championship für sich und erhielt aufgrund eines Deals mit Michael Gathy sein bisher höchstes Preisgeld von knapp 700.000 US-Dollar.
Insgesamt hat sich Gostiša mit Poker bei Live-Turnieren knapp 2,5 Millionen US-Dollar erspielt und ist damit der erfolgreichste slowenische Pokerspieler.